# Puccinia austroussuriensis
Puccinia austroussuriensis ist eine Ständerpilzart aus der Ordnung der Rostpilze (Pucciniales). Der Pilz ist ein Endoparasit des Süßgrases Trisetum sibiricum. Symptome des Befalls durch die Art sind Rostflecken und Pusteln auf den Blattoberflächen der Wirtspflanzen. Sie ist ein Endemit Russlands.

## Merkmale

### Makroskopische Merkmale
Puccinia austroussuriensis ist mit bloßem Auge nur anhand der auf der Oberfläche des Wirtes hervortretenden Sporenlager zu erkennen. Sie wachsen in Nestern, die als gelbliche bis braune Flecken und Pusteln auf den Blattoberflächen erscheinen.

### Mikroskopische Merkmale
Das Myzel von Puccinia austroussuriensis wächst wie bei allen Puccinia-Arten interzellulär und bildet Saugfäden, die in das Speichergewebe des Wirtes wachsen. Aecien oder Spermogonien der Art sind nicht bekannt. Die Uredien des Pilzes sind gelbbraun gefärbt. Seine bräunlichen Uredosporen sind 30–34 × 20–33 µm groß, annähernd kugelförmig und fein stachelwarzig. Die blattoberseitig wachsenden Telien der Art sind schwarz bis schwarzbraun und lange bedeckt. Ihre Teliosporen sind zweizellig, in der Regel keulenförmig und 36 × 17 µm groß. Ihre Oberfläche ist glatt. 

## Verbreitung
Das bekannte Verbreitungsgebiet von Puccinia austroussuriensis umfasst lediglich den äußersten Osten Russlands.

## Ökologie
Die Wirtspflanze von Puccinia austroussuriensis ist Trisetum sibiricum. Der Pilz ernährt sich von den im Speichergewebe der Pflanzen vorhandenen Nährstoffen, seine Sporenlager brechen später durch die Blattoberfläche und setzen Sporen frei. Die Art verfügt über einen Entwicklungszyklus, von dem bislang lediglich Telien und Uredien sowie deren Wirt bekannt sind; Spermogonien und Aecien konnten dem Pilz nicht zugeordnet werden.